# 대성호 화재
대성호 화재는 2019년 11월 19일 제주특별자치도 제주시의 차귀도 서쪽 70 km 해역에서 발생된 어선 화재 사고이다. 화재 사건이 발생된 당시에는 선원 12명이 승선하였으나, 한국인 6명과 베트남인 6명 등 12명이 해당 선박에 승선하였으며, 11명은 구출되지 못하고 실종된 상태이며, 1명만 구출하였으나 숨진 사건이기도 하다. 이 사건의 여파에 따라 사고 해역 주변에는 파도가 엄청 거센 것으로 보이게 된다. 따라서 1명이 숨지고 11명이 실종되었던 것으로 드러난다.

## 같이 보기
- 독도 헬기 추락 사고
- 울릉도 관광 헬기 추락 사고
- 극동호 화재